# Могильный, Вячеслав Викторович
Вячесла́в Ви́кторович Моги́льный (8 мая 1971, Днепропетровск, СССР) — советский и российский футболист, вратарь, украинский тренер.

## Карьера

### Игрок
Воспитанник клуба «Днепр» из его родного Днепропетровска, в 1989 году был в составе команды «Днепр-д». С 1990 по 1991 год выступал за «Балтику», в 75 матчах пропустил 91 мяч. В 1992 году перешёл в сочинскую «Жемчужину», за которую провёл 8 игр.
Сезон 1993 года начал в адлерском «Торпедо», провёл 1 матч, однако затем вернулся в «Жемчужину», в составе которой затем выступал до 1995 года, сыграв за это время в Высшей лиге России 7 встреч, в которых пропустил 13 голов.
Сезон 1996 года провёл в «Кубани», в 17 матчах пропустил 24 мяча. Затем выступал за «Самотлор-XXI», где в сезоне 1997 года провёл 29 игр, в которых пропустил 21 гол, а в сезоне 1999 года 20 матчей, в которых пропустил 35 мячей. В том же 1999 году начал работать в нижневартовском клубе в качестве тренера.
С 2000 по 2001 год снова был в составе «Балтики», однако на поле не выходил. Не играя на профессиональном уровне, выступал в этот период за любительские команды:
- «Балтик+Юность»[4],
- «Искра» (Балтийск),
- «Ветеран»[где?].

### Тренерская работа
- С 2000 по 2004 год входил в тренерский штаб «Балтики», дважды (в 2003 и 2004 годах) был исполняющим обязанности главного тренера клуба[5].
- С 2007 года работал в тренерском штабе «Жальгириса»[6], который затем в 2008 году до июня возглавлял[7].
- Имеет лицензию категории Pro, полученную на международных курсах тренеров в Риге[8].